# Frances Pappas
Frances Pappas (* 27. Juni 1964 in Toronto, Kanada) ist eine kanadisch-griechische Opernsängerin (Mezzosopran).

## Leben
Nach Beendigung ihrer Ausbildung an der Universität Toronto setzte sie ihre Studien mit einem Stipendium des Arts Council of Ontario an der Universität für Musik und darstellende Kunst Wien fort. Ihr erstes festes Engagement hatte sie am Stadttheater Gießen. Danach gastierte sie freischaffend, unter anderem bei den Wiener Festwochen, am Theater an der Wien und im Konzerthaus Wien. Nach einem Gastspiel an der Staatsoper Nürnberg, wo sie die Dorabella in Così fan tutte sang, wurde sie festes Ensemblemitglied in Nürnberg. Dort sang sie unter anderem die Titelpartien in La Cenerentola und in Hänsel und Gretel. Für die Rolle der Mélisande in Pelléas et Mélisande wurde sie von der Fachzeitschrift  Opernwelt als Beste Nachwuchssängerin ausgezeichnet. Frances Pappas darf durch einen Beschluss des Stiftungsrates des Staatstheaters Nürnberg die Dienstbezeichnung "Bayerische Kammersängerin" tragen. Diese Ehrung wurde ihr am 13. März 2008 in München durch das Bayerische Staatsministerium für Wissenschaft, Forschung und Kunst verliehen. 
Mit Liedern von Johannes Brahms debütierte Frances Pappas im Jahr 2005 in der Wigmore Hall in London. Weitere Konzertauftritte mit dem Toronto Symphony Orchestra, dem Orquestra Simfònica de Barcelona, dem Gewandhausorchester und dem MDR-Rundfunkchor folgten. 2008 erhielt sie von der Bayerischen Staatsregierung die Ernennung zur Kammersängerin.  Seit der Spielzeit 2011/12 gehört Frances Pappas zum Ensemble des Salzburger Landestheaters.
Pappas ist mit dem Schauspieler Gero Nievelstein verheiratet. Das Paar hat zwei Kinder.